# Szulgi (wieś)
Szulgi (lit. Šiulgos) – wieś na Litwie, w rejonie wileńskim, 2 km na południowy wschód od Kowalczuków, zamieszkana przez 60 ludzi.

## Historia
W dwudziestoleciu międzywojennym leżały w Polsce, w województwie wileńskim, w powiecie wileńsko-trockim, w gminie Szumsk.
Po II wojnie światowej w granicach Związku Sowieckiego. Od 1991 na niepodległej Litwie.